# Paul Sanford Methuen
Paul Sanford Methuen (1er septembre 1845 – 30 octobre 1932), 3e baron Methuen, est un field marshal britannique.

## Biographie
Paul Sanford Methuen est né à Corsham Court au Wiltshire, et est l'aîné des trois fils de Frederick Henry Paul Methuen, 2e baron Methuen et de sa femme Anna Horatia Caroline Sanford. Il étudie au collège d'Eton. Il sert dans l'Armée britannique à la Côte-de-l'Or (l'actuel Ghana) et au protectorat du Bechuanaland (actuel Botswana). Il atteint le rang de lieutenant général en 1899, et participe à la bataille de Magersfontein au cours de la seconde guerre des Boers. Il est capturé par les Boers le 11 décembre 1899.

## Carrière militaire
Methuen sert pendant deux années au Royal Wiltshire Yeomanry (en), rejoint les Scots Guards en tant qu'enseigne puis lieutenant et finalement capitaine en 1867; et lieutenant général en 1876 ; major de régiment en 1882. Il sert également comme adjudant dans le 1er bataillon de 1864 à 1871, occupe plusieurs fonctions tel major de brigade au Home District de 1871 à 1878, attaché militaire à Berlin (1878-1881), assistant adjudant et quartermaster general, au Home District (1881-1884), et adjudant général adjoint en Afrique du Sud (1888-1890). Il combatt à Amoaful au cours de la troisième guerre anglo-ashanti (1873-1874) dans l'équipe de Garnet Wolseley et est commandant de quartier général en Égypte pendant 3 mois en 1882, participant notamment à la bataille de Tel-el-Kebir. Il devient colonel breveté en 1881 et sert dans l'expédition de Charles Warren au Bechuanaland en 1884-1885, il commande les Methuen's Horse, un corps de cavalerie montée. Il est promu colonel en 1888, général-major en mai 1888, et commande le Home District de 1892 à 1897. Il sert comme censeur de presse au quartier général pour l'expédition de Tirah et est promu lieutenant-général en 1898. Il reçoit alors le commandement de la première Division au déclenchement de la seconde guerre des Boers.

## En Afrique du Sud
Paul Methuen rejoint l'Afrique du Sud en 1899 et repousse les Boers aux batailles de Belmont et Graspan. Il est légèrement blessé à la bataille de Modder River. Il récolte défaites et succès au cours de la guerre. Sa plus grande défaite est à la bataille de Magersfontein, dont le nom lui reste associé. Il est capturé le 7 mars 1902 par les Boers lors de la bataille de Tweebosch, et est le seul général britannique capturé lors de la guerre. Il est blessé au cours de la bataille, avec une jambe cassée lorsque son cheval s'écroule sous lui. Le général boer Koos de la Rey le libère étant donné l'importance de ses blessures. De la Rey fournit son chariot personnel pour emporter Methuen à l'hôpital de Klerksdorp. Ils deviennent de bons amis à la suite de cet événement.
Malgré ces revers, Methuen continue à être bien coté, et reçoit diverses responsabilités. Il est nommé colonel des Scots Guards en 1904, puis Général, et reçoit en juin le commandement de la 4e Armée, qui constitue le Eastern Command en 1905. Il aide à établir les standards d'entraînement pour le Corps britannique lors de la Première Guerre mondiale en 1914. En 1908, il devient Général commandant-en-chef en Afrique du Sud jusqu'en 1912. Il est populaire auprès de ses troupes ainsi qu'auprès de ses anciens ennemis, aidant à améliorer les relations au sein de l'Union sud-africaine naissante. Il devient gouverneur et commandant en chef du Natal en 1910 et est promu field marshal en 1911. À l'âge de 70 ans en 1915, il devient gouverneur de Malte jusqu'à sa retraite en 1919. À son retour en Angleterre, il est nommé connétable de la Tour de Londres fin 1919.

## Famille
Lord Methuen est marié à deux reprises, en premier à Evelyn, l'ainée des filles de Frederick Hutchingson Hervey-Bathurst, troisième baronnet de Clarendon Park, Wiltshire. Il se marient en 1878, mais elle meurt en 1879. Il se marie alors en 1884 avec sa cousine Mary Ethel, la seconde fille de William Ayshford Sanford, de Nynehead Court. Ils ont 3 fils et 4 filles. Lord Methuen meurt à Corsham Court le 30 octobre 1932, et son fils Paul Ayshford Methuen lui succède.